# Кумамото
Кумамото (јап. 熊本市) град је у Јапану у префектури Кумамото на острву Кјушу. Према попису становништва из 2005. у граду је живело 669.541 становника. Познат је по замку Кумамото и по једном од најлепших јапанских вртова у Јапану. 

## Историја
Като Кијомаса је постао даимјо старог Кумамота 1588. После тога гради Кумамото замак. Кијомаса је применио неколико нових техника због којих је замак сматран неосвојивим. Кијомаса је уживао углед једног од најбољих градитеља замкова у јапанској историји.
Кијомасиног сина смењује Токугава Ијејасу и поставља чланове Хосокава клана као даимјое.
Замак је био под опсадом током Сацума побуне самураја 1877. Замак је том приликом био спаљен током 53 дана опсаде.
Побуњени самураји су опседали гарнизон владиних снага у Кумамоту, док нису дошле вишеструко јаче снаге царског Јапана, које суе скршиле побуну задњих самураја.

## Географија

### Клима
| Клима (Кумамото)            | Клима (Кумамото) | Клима (Кумамото) | Клима (Кумамото) | Клима (Кумамото) | Клима (Кумамото) | Клима (Кумамото) | Клима (Кумамото) | Клима (Кумамото) | Клима (Кумамото) | Клима (Кумамото) | Клима (Кумамото) | Клима (Кумамото) | Клима (Кумамото) |
| Показатељ \ Месец           | .Јан.            | .Феб.            | .Мар.            | .Апр.            | .Мај.            | .Јун.            | .Јул.            | .Авг.            | .Сеп.            | .Окт.            | .Нов.            | .Дец.            | .Год.            |
| --------------------------- | ---------------- | ---------------- | ---------------- | ---------------- | ---------------- | ---------------- | ---------------- | ---------------- | ---------------- | ---------------- | ---------------- | ---------------- | ---------------- |
| Апсолутни максимум, °C (°F) | 22,5 (72,5)      | 26,4 (79,5)      | 27,4 (81,3)      | 35,5 (95,9)      | 34,4 (93,9)      | 36,1 (97)        | 38,8 (101,8)     | 37,7 (99,9)      | 37,0 (98,6)      | 33,7 (92,7)      | 28,9 (84)        | 24,6 (76,3)      | 38,8 (101,8)     |
| Средњи максимум, °C (°F)    | 10,5 (50,9)      | 12,1 (53,8)      | 15,7 (60,3)      | 21,3 (70,3)      | 25,6 (78,1)      | 28,2 (82,8)      | 31,7 (89,1)      | 33,2 (91,8)      | 29,9 (85,8)      | 24,6 (76,3)      | 18,5 (65,3)      | 13,0 (55,4)      | 22,0 (71,6)      |
| Средњи минимум, °C (°F)     | 1,2 (34,2)       | 2,3 (36,1)       | 5,6 (42,1)       | 10,3 (50,5)      | 15,2 (59,4)      | 19,8 (67,6)      | 24,0 (75,2)      | 24,4 (75,9)      | 20,8 (69,4)      | 14,2 (57,6)      | 8,3 (46,9)       | 3,1 (37,6)       | 12,5 (54,5)      |
| Апсолутни минимум, °C (°F)  | −9,2 (15,4)      | −9,2 (15,4)      | −6,9 (19,6)      | −2,5 (27,5)      | 1,3 (34,3)       | 7,1 (44,8)       | 14,3 (57,7)      | 15,3 (59,5)      | 6,7 (44,1)       | 0,5 (32,9)       | −3,8 (25,2)      | −7,9 (17,8)      | −9,2 (15,4)      |
| Количина падавина, mm (in)  | 60,1 (23,66)     | 83,3 (32,8)      | 137,9 (54,29)    | 145,9 (57,44)    | 195,5 (76,97)    | 404,9 (159,41)   | 400,8 (157,8)    | 173,5 (68,31)    | 170,4 (67,09)    | 79,4 (31,26)     | 80,6 (31,73)     | 53,6 (21,1)      | 1.985,9 (781,85) |
| [ тражи се извор ]          |                  |                  |                  |                  |                  |                  |                  |                  |                  |                  |                  |                  |                  |

## Становништво
Према подацима са пописа, у граду је 2005. године живело 669.541 становника.
| 1995.   | 2000.   | 2005.   |
| ------- | ------- | ------- |
| 650.341 | 662.012 | 669.541 |

## Познати становници
Бивши председник Перуа Алберто Фуџимори вуче порекло из Кумамота.